# Bitwa o Wau
Bitwa pod Wau – starcie zbrojne stoczone w dniach 29 stycznia – 4 lutego 1943 roku podczas kampanii nowogwinejskiej II wojny światowej. Siły Cesarstwa Japonii wypłynęły z Rabaulu, przekroczyły Morze Salomona i pomimo alianckich ataków powietrznych z powodzeniem dotarły do Lae, gdzie zeszły na ląd. Japońskie wojska ruszyły następnie lądem w stronę Wau, australijskiej bazy, która potencjalnie zagrażała japońskim pozycjom w Salamaua i Lae. Rozpoczął się wyścig pomiędzy Japończykami poruszającymi się lądem, spowalnianymi trudnym ukształtowaniem terenu, a Australijczykami, przemieszczającymi się drogą powietrzną, skrępowaną złą pogodą. Zanim Japończycy dotarli do obszaru Wau po wędrówce przez góry, australijscy obrońcy otrzymali znacznie posiłki za pomocą lotnictwa. W bitwie, do której wreszcie doszło, pomimo zaskoczenia taktycznego osiągniętego dzięki podejściu z nieoczekiwanego kierunku, atakujący Japończycy nie byli w stanie zdobyć Wau.

## Tło sytuacyjne

### Geografia
Wau to miasto na Nowej Gwinei, w prowincji Morobe, położone na krańcu doliny Wau-Bulolo. Było to miejsce gorączki złota w latach 20. i 30. XX wieku. Poszukiwacze złota przybyli na wybrzeże w Salamaua i weszli w głąb lądu wzdłuż Szlaku Czarnego Kota. Górnicy częściowo oczyścili teren, zbudowali domy i warsztaty, założyli sieć wodociągową i elektryczną. Zbudowali także lotniska w Wau i Bulolo, które były odtąd głównym sposobem dotarcia tam z zewnątrz. Lotnisko Wau posiadało jeden, nierówny pas startowy z trawy Kunai o długości 940 m o 10-procentowym nachyleniu, zmierzającym bezpośrednio do góry Kaindi. Samoloty mogły zbliżać się tylko od północnego wschodu, lądując pod górę i startując w dół. Góra na końcu pasa uniemożliwiała powtórne próby lądowania, jak i przedłużenie pasa. Piloci musieli manewrować Dakotami pod chmurami i przez niebezpieczne przełęcze, „unikając szczytu w jednym miejscu i chmur w drugim”, lądując z dużą prędkością. Wymagało to dobrej widoczności, ale pogoda nad Górami Owena Stanleya charakteryzowała się częstymi burzami, ciągami pionowymi i mgłami, które unosiły się z dna dżungli. Pierwszego lądowania w Wau dokonał Ernest Mustard w swoim de Havilland DH.37 19 kwietnia 1927 roku. Osmar White, który dotarł do Wau w czerwcu 1942 roku, pisał: 

[Wau i Bulolo] były miastami zbudowanymi wyłącznie dzięki podbojowi przestrzeni powietrznej przez człowieka. Każdy gwóźdź, arkusz żelaza, deska podłogowa, wiadro farby, tafla szkła, garnek, drut lub kartka papieru zostały przewiezione tutaj drogą lotniczą po stawkach frachtowych od 4 do 1/5 pensa za funt. Rozbite ciężarówki, które teraz rozsiane były po autostradach, zardzewiałe i powykręcane przez ogień, zostały dostarczone samolotami. W hotelach stoły bilardowe przywieziono drogą lotniczą. Fotele, lodówki, wanny, kuchenki, dynama, linoleum, dywany, rzeźby ogrodowe, a nawet wielkie maszyny górnicze, buldożery i koparki – wszystko to przywieziono drogą powietrzną i to w ciągu dekady, kiedy większość ludzi w Australii wciąż uważała za zbyt niebezpiecznie odbyć pięciominutowy, radosny przelot nad lotniskiem

### Kanga Force

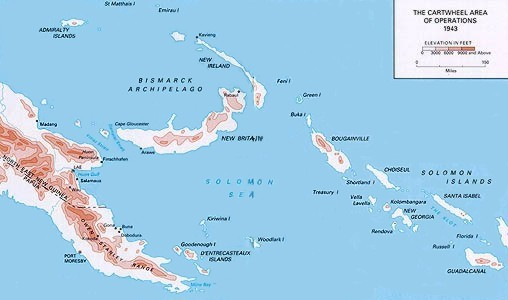
Papua, wschodnia część Nowej Gwinei i Wyspy Salomona

Po wybuchu wojny z Japonią Wau stało się centrum ewakuacji, przyjmującym uchodźców z Lae i Salamaua. Kobiety i dzieci z rodzin osadników kolonialnych zostały ewakuowane, podczas gdy mężczyźni w wieku poborowym zostali wezwani do służby w New Guinea Volunteer Rifles, lokalnej jednostce milicji. Początkowo cywilów ewakuowano samolotami cywilnymi, ale gdy Japończycy zbliżyli się i zbombardowali Wau 23 stycznia 1942 roku, latanie bez eskorty myśliwców stało się zbyt niebezpieczne. To pozostawiło na miejscu około 250 Europejczyków i Azjatów. Ci uchodźcy odbyli niebezpieczną podróż przez Góry Owena Stanleya pieszo przez Kudjeru i Tekadu do Bulldog, nieczynnej osady górniczej, gdzie znajdowało się lotnisko, a stamtąd w dół rzeki Lakekamu do morza.
Mając udowodnioną w ten sposób możliwość przejścia tej trasy, New Guinea Force postanowiły ustanowić linię komunikacyjną z Wau przez Szlak Bulldog. Pluton 1. samodzielnej kompanii opuścił Port Moresby na szkunerze „Royal Endeavour” i przemierzył tę trasę, dołączając do żołnierzy New Guinea Volunteer Rifles utrzymujących obszar Wau. To był początek grupy bojowej, którą 23 kwietnia 1942 roku nazwano Kanga Force. 22 maja 21 Dywizjon Transportu Piechoty USAAF dostarczył komandosów z 2/5. samodzielnej kompanii, aby dołączyli do Kanga Force. 2/7. samodzielna kompania została sformowana w październiku 1942 roku.
Zaopatrzenie można było przetransportować do Wau drogą powietrzną, gdyby była dostępna osłona myśliwców. 5 września na Kudjeru zrzucono z samolotów 12 ładunków z zaopatrzeniem. Aby nie narażać zbytnio nielicznych samolotów transportowych, transport lotniczy uzupełniono trasą lądową. Część zaopatrzenia została wysłane do ujścia rzeki Lakekamu w lugierach, następnie przetransportowana w górę rzeki do Bulldog w łodziach lub dłubankach, a później przeniesiona Szlakiem Bulldog przez miejscowych tragarzy.

### Strategia

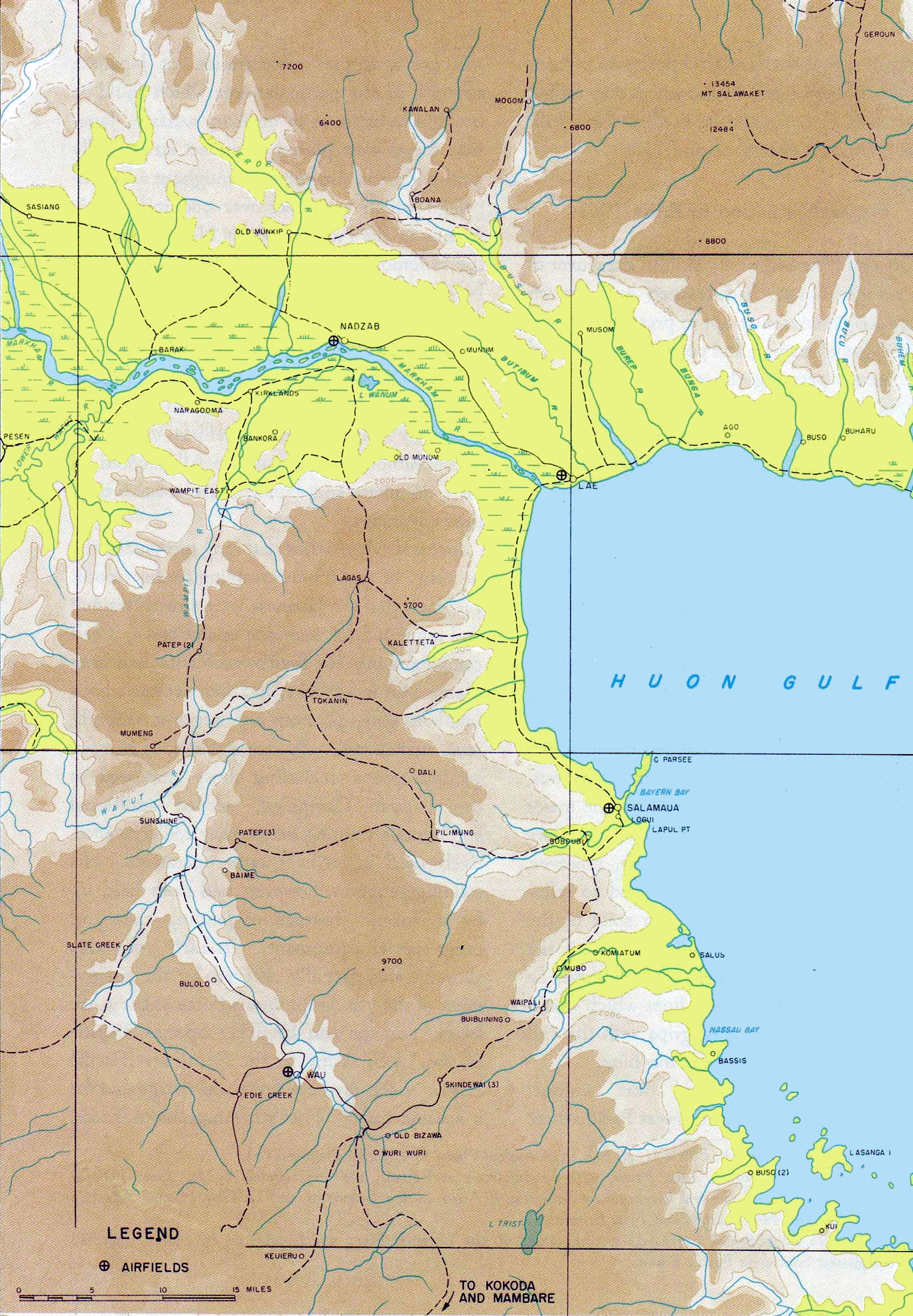
Obszar Wau-Salamaua-Lae. Wau znajduje się w dolnej części mapy. Dolina Wau-Bololo to obszar jasny, otoczony górami

Kanga Force osiągnęła jeden znaczący sukces podczas rajdu na Salamauę w czerwcu 1942 roku, ale „poza tym niewiele zrobiła, by nękać Japończyków w ich bazach w Salamaua i Lae”. Udało im się jednak przeciwstawić Japończykom bez prowokowania ich do ataku przeciwko Wau, w czasie, gdy alianci nie mieli jeszcze środków na wzmocnienie Kanga Force, a także dostarczyli cennych informacji wywiadowczych. Wau zajmowało ważne miejsce w strategii dowódcy alianckich sił lądowych Obszaru Południowo-Zachodniego Pacyfiku, generała Thomasa Blameya, który jednocześnie dowodził New Guinea Force z Port Moresby. W tym czasie Japończycy mieli przewagę powietrzną nad Morzem Salomona, wykluczając wszelkie operacje powietrzne i morskie operacje przeciwko japońskiej bazie w Lae. Dlatego Blamey zdecydował, że będzie musiał zdobyć Lae w kampanii lądowej. Szlak Bulldog miał zostać zmodernizowany do stanu drogi możliwej do pokonania przez ciężarówki i czołgi, które mogłyby wspierać dywizję posuwającą się drogą lądową w kierunku Lae.
Generał porucznik Hitoshi Imamura, dowódca japońskiej 8 Grupy Armijnej w Rabaulu, prawidłowo wydedukował intencje przeciwnika i siłę Kanga Force, dlatego postanowił zneutralizować niebezpieczeństwo dla Lae. Rozkazał 18 Armii generała porucznika Hatazō Adachiego zabezpieczyć „ważne obszary na zachód od Lae i Salamaua”. 29 grudnia 1942 roku Adachi polecił 102 Pułkowi Piechoty i innym jednostkom pod dowództwem generała dywizji Toru Okabe, dowódcy 51 Dywizji Piechoty, przejście z Rabaulu do Lae, a następnie natychmiastowe ruszenie w głąb lądu, aby zdobyć Wau”. Siły pod dowództwem Okabe były znane jako Oddział Okabe.
Imamura walczył z zaradnym, zdecydowanym i agresywnym przeciwnikiem, który miał również dostęp do dobrego wywiadu. Łamacze kodów z systemu Ultra czytali depesze japońskiej marynarki, a do 3 stycznia 1943 dowódcy alianccy wiedzieli z wyprzedzeniem o jednostkach, które Adachi planował wysłać z Rabaulu do Lae, chociaż nie znali ostatecznego przeznaczenia tych sił. Blamey postanowił nie czekać, aż sytuacja się wyjaśni, ale natychmiast nakazał 17 Brygadzie Piechoty przemieszczenie się z Zatoki Milne’a do Wau 4 stycznia 1943 roku. Jej dowódca, brygadier Murray Moten, otrzymał rozkaz przejęcia dowództwa nad Kanga Force i obroną Wau.

## Preludium
Dowódca alianckich sił powietrznych Obszaru Południowo-Zachodniego Pacyfiku, generał porucznik George Kenney, polecił swojemu dowódcy sił bombowych, generałowi brygady Kennethowi Walkerowi, przeprowadzić pełnowymiarowy atak bombowy o świcie na japońskie transportowce w porcie Rabaulu, zanim będzie mógł odpłynąć. Walker sprzeciwił się; jego bombowce miałyby trudności z dotarciem na spotkanie, gdyby musiały opuścić Port Moresby w nocy. Zamiast tego zalecił atak w południe. Kenney przyznał się do obaw Walkera, ale był natarczywy; wolał bombowce bez formacji od bombowców zestrzelonych przez myśliwce wroga, które z pewnością przechwyciłyby atak w ciągu dnia. Niesprzyjająca pogoda uniemożliwiła udział w akcji bombowców z Australii, więc wszystko, co było dostępne, to samoloty w Papui: sześć B-17 i sześć B-24. Pomimo rozkazów Kenneya, Walker zaatakował port Rabaul w południe 5 stycznia, gdzie napotkał ciężki ogień przeciwlotniczy i ciągłe ataki myśliwców. Z wysokości 2600 m zostało zrzuconych czterdzieści 230 kg i 450 kg bomb. Według własnych meldunków formacja trafiła dziewięć statków o łącznej wadze 50 000 ton. Zestrzelono dwa B-17, w tym jeden z gen. Walkerem, który został pośmiertnie odznaczony Medalem Honoru. Po wojnie Joint Army–Navy Assessment Committee potwierdził jednak zatonięcie tylko jednego japońskiego statku handlowego, 5833-tonowego „Keifuku Maru”. Dwa inne transportowce zostały uszkodzone, podobnie jak niszczyciel „Tachikaze”.

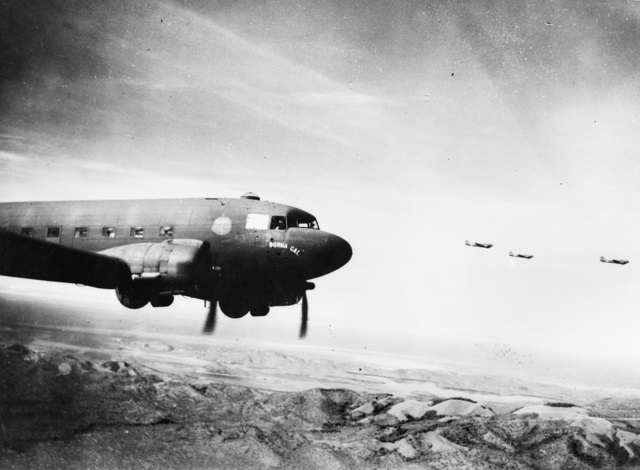
Dakoty lecą nad górami w kierunku Wau. Zdolność gen. Blameya do wzmocnienia swoich sił w Wau zależała od tych samolotów, ale były one ograniczone przez niewielką liczebność i złą pogodę

6 stycznia japoński konwój z siłami Okabe wyruszył do Lae z Rabaulu. Ostrzeżone przez system Ultra, samoloty USAAF i RAAF wykryły, oszacowały siłę i zaatakowały konwój, osłaniany przez niskie chmury i japońskie myśliwce. Alianci twierdzili, że zestrzelili 69 japońskich samolotów, tracąc 10 własnych. Pilot P-38, porucznik Richard Bong, zdobył trzy zestrzelania, stając się asem. Catalina z 11 Dywizjonu RAAF pod dowództwem porucznika Davida Vernona dokonała nocnego ataku bombowego na konwój i zatopiła transportowiec „Nichiryu Maru”. Japońskie niszczyciele uratowały 739 z 1100 rozbitków, ale statek zabrał ze sobą na dno wszystkie środki medyczne wojsk Okabe. Inny transportowiec, „Myoko Maru”, został tak poważnie uszkodzony w Lae przez samoloty B-25 z USAAF, że musiał zostać porzucony na brzegu. Niemniej jednak osłabionemu konwojowi udało się dotrzeć do Lae 7 stycznia i wyładować około 4000 żołnierzy”. W sumie alianckie siły powietrzne wykonały 416 lotów bojowych.

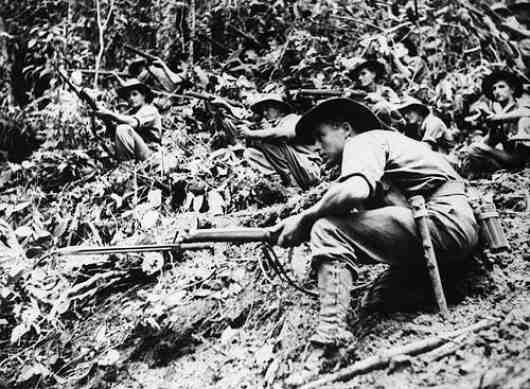
Australijski patrol rusza w stronę Mubo

Między 10 a 16 stycznia Oddział Okabe przemieszczał się wzdłuż wybrzeża na barkach do Salamaua”, gdzie skonsolidował się i zakończył przygotowania do ataku na Wau. 16 stycznia Japończycy napotkali pluton 2/7. samodzielnej kompanii pod dowództwem kapitana Geoffreya Bowena. Po krótkiej walce zginął Bowen, a Australijczycy wycofali się z powrotem do Skindewai. Jednak zamiast ich ścigać, Okabe zdecydował się ruszyć na Wau starym i rzadko używanym szlakiem biegnącym przez trudny teren równolegle do Szlaku Czarnego Kota, wskutek czego walczące strony straciły ze sobą kontakt. W ten sposób Okabe ukrył siłę i cel swoich wojsk oraz zaskoczył Australijczyków. Musiał jednak przejść przez wzgórze Komiatum, dotrzeć do Mubo, a następnie skręcić w kierunku zachodnim. Trasa została wybrana tak, aby uniknąć obserwacji z samolotów alianckich w ciągu dnia, gdy Japończycy będą wdzierać się do dżungli. Pasmo górskie na wschód od Wau miało około 460 m wysokości i nie było szczególnie trudne do pokonania, ale w niektórych jego częściach nie było wyznaczonych przejść. Żołnierze musieli je przygotować bez wykrycia przez samoloty alianckie. Ponieważ Japończycy musieli nosić na plecach żywność, amunicję i sprzęt, natarcie było trudne i trwało dłużej niż przewidywano. W końcu atakujący dotarli na szczyt, z którego mogli spojrzeć w dół na dolinę Wau-Bulolo. W tym czasie zaczęło już brakować im żywności. Dowódca Oddziału Okabe, wskazując na wioskę Wau, wydał rozkaz do ataku: „Brakuje nam jedzenia – szybko zajmijmy Wau i zdobądźmy jedzenie na wrogu!”. Jednak przemieszczanie się przez tak gęstą dżunglę spowodowało, że jego jednostki straciły ze sobą kontakt. Finalnie atak na Wau został przeprowadzony fragmentarycznie, bez odpowiedniego przygotowania.

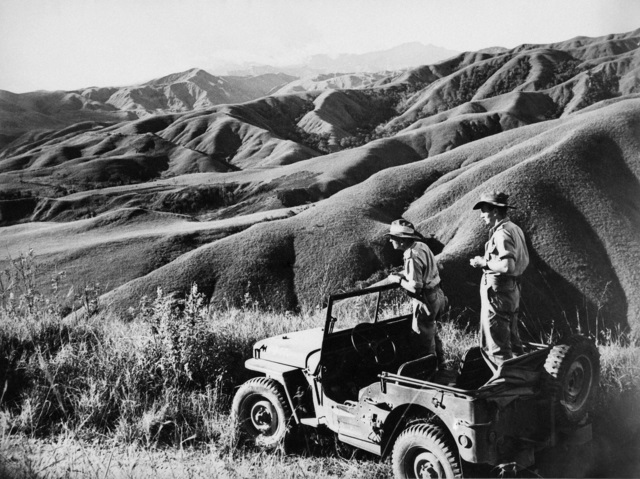
Obszar Wau-Mubo, który przemierzyła armia japońska, aby dotrzeć do Wau

Tymczasem pierwsza grupa z 17 Brygady Piechoty – 2/6. batalion piechoty – wyruszyła do Port Moresby 9 stycznia 1943 roku. Reszta brygady podążała za nim przez następne dwie noce. 2/7. batalion piechoty opuścił Zatokę Milne’a na transportowcu wojskowym „Taroona” 13 stycznia, a 2/5. na „Duntroon” następnego dnia. Perspektywy pokonania Japończyków pod Wau nie wyglądały dobrze. W tym czasie na Nowej Gwinei było tylko 28 Dakot, w trzech słabych dywizjonach, 6., 21. i 33 Dywizjonie Transportu Piechoty z amerykańskiej 374 Grupy Transportu Piechoty. Musiały one być dzielone z frontem Buna-Gona, więc każdy obszar bojowy miał przydzielonych do niego 14 samolotów, co dawało 10 samolotów dostępnych dziennie dla każdego z nich. Dakota może przewozić 27 pasażerów lub 4500 kg ładunku. Przemieszczenie batalionu piechoty wymagało 60 ładunków przelotów; przeniesienie grupy brygadowej wymagało 361 przelotów. Między 10 a 19 stycznia 2/6. batalion piechoty przyleciał z Port Moresby w celu wzmocnienia Kanga Force. Przez ten czas trzy maszyny uległy awarii. Zła pogoda zmusiła wiele samolotów do powrotu do bazy przed wykonaniem zadania. Brygadier Moten był dwukrotnie zmuszony do powrotu do Port Moresby i dotarł do Wau dopiero po trzeciej próbie. Zła pogoda utrzymywała się przez następny tydzień, ograniczając operacje lotnicze, a czasem całkowicie je uniemożliwiając. Część 2/5. batalionu piechoty przybyła 27 stycznia”.

## Bitwa
Na drodze żołnierzy Okabe stała kompania A 2/6. batalionu piechoty pod dowództwem kapitana W.H. Sherlocka. Okabe zarządził zmasowany atak na pozycję Sherlocka 28 stycznia. Kapitan został zmuszony do opuszczenia swojej pozycji i wycofał się na pobliską ostrogę. Przez większą część popołudnia japońskie ataki frontalne były odpierane przez australijski ogień moździerzowy i karabinów maszynowych, a próby infiltracji pozycji Sherlocka zostały udaremnione przez atak na bagnety prowadzony osobiście przez Sherlocka. O 18:00 amunicja moździerzowa jego oddziału skończyła się, a amunicja do broni ręcznej była na wyczerpaniu, podczas gdy jego stanowisko było teraz ostrzeliwane przez japońskie moździerze i karabiny maszynowe. Sherlock utrzymał się przez całą noc i został zabity następnego dnia, próbując przebić się przez japońskie linie. Za swoje czyny został pośmiertnie wymieniony w sprawozdaniu.

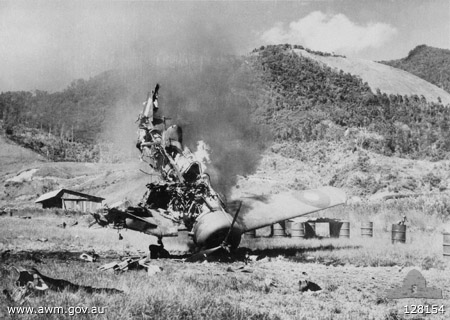
Wirraway z 4 Dywizjonu RAAF płonie po japońskim nalocie na Wau

Walki w Buna zakończyły się 23 stycznia, uwalniając samoloty do wsparcia Wau, a 52 nowe Dakoty z amerykańskiej 317 Grupy Transportu Piechoty wojsk przybyły do Australii; ich transport ze Stanów Zjednoczonych przyspieszono w odpowiedzi na pilne prośby generała Douglasa MacArthura. Po szybkim przeglądzie technicznym zostały przerzucone do Port Moresby, aby pomóc 374 Grupie Transportu Piechoty przetransportować 17 Brygadę Piechoty do Wau. Oznaczało to, że codziennie dostępnych było do 40 samolotów.
29 stycznia przybyło 57 samolotów transportowych, dostarczając większość 2/7. batalionu piechoty i resztę 2/5. batalionu. 40 samolotów odbyło 66 lotów następnego dnia, mimo że były poddawane ostrzałowi z broni ręcznej w czasie lądowania, rozładunku i startu. Ich ładunek zawierał dwa zdemontowane działa 25-funtowe z 2/1 Pułku Polowego z 688 pociskami oraz obsługą pod dowództwem kapitana R.J. Wise'a. Wylądowały one rano i znalazły się w akcji już przed południem, ostrzeliwujące koncentrację 300 żołnierzy wroga między wioskami Wandumi i Kaisenik. Japończycy byli atakowani również przez Beaufightery z 30 Dywizjonu RAAF, udzielające bliskiego wsparcia powietrznego. Trzy Dakoty zostały uszkodzone, gdy jedna z nich nie zatrzymała się przed końcem pasa startowego podczas lądowania i zderzyła się z dwoma innymi. Jeden samolot został naprawiony, ale pozostałe dwa uznano za stracone. Jeden z pilotów 46 Eskadry Transportu Piechoty, sierżant sztabowy William B. Teague, został ranny i stracił nogę. Japońskie ataki tego dnia dotarły do rogu pasa startowego, ale wróg został zmuszony do cofnięcia się na skutek silnego oporu.
31 stycznia 35 samolotów wykonało 71 lotów, a 1 lutego 40 samolotów wykonało 53 loty, dostarczając posiłki, w tym 2/3. samodzielną kompanię, która zwiększyła Kanga Force do ponad 3000 ludzi. Znalazła się tam również kompania karabinów maszynowych z 7. batalionu karabinów maszynowych, która przybyła w celu obrony lotniska. Do 4 lutego Okabe został zagrożony okrążeniem i zmuszony do wycofania się. Tracąc wszelką nadzieję na zdobycie Wau, Okabe otrzymał rozkaz zaniechania próby. Za jego „wysoki poziom przywództwa i kontroli” w Wau, Moten otrzymał okucie do jego Orderu Wybitnej Służby.
Japończycy próbowali odciąć strumień transportów alianckich, bombardując pas startowy w Wau, ale trwała pora deszczowa, dlatego sami musieli zmierzyć się z tymi samymi warunkami pogodowymi, które utrudniały loty aliantom. Piloci samolotów startujących z Rabaulu nie byli w stanie dostrzec pasa startowego i wracali bez osiągnięcia celu. Dopiero 6 lutego doszło do starcia powietrznego. Osiem samolotów P-39 z 40 Dywizjonu Myśliwskiego patrolowało na wysokości 3700 m rejon Wau, zapewniając eskortę pięciu Dakotom, kiedy zobaczyli 24 japońskie samoloty. Kapitan Thomas H. Winburn poprowadził swoje P-39 do ataku, niszcząc 11 Mitsubishi A6M „Zero” i Mitsubishi Ki-21 „Sally”. W międzyczasie osiem samolotów P-40 z 7 Dywizjonu Myśliwskiego również podczas misji eskortowej zauważyło 12 samolotów bombardujących pas startowy w Wau. Transportowce, które eskortowali, zawróciły, gdy myśliwce walczyły z Japończykami, twierdząc, że zestrzelono siedem samolotów. W tym czasie na ziemi w Wau znajdowały się cztery Dakoty, a kolejnych pięć krążyło, czekając na lądowanie. Jedna Dakota, dowodzona przez podporucznika Roberta M. Schwensena, została zestrzelona. Wszystkich pięciu członków załogi na pokładzie zginęło. Jedna Dakota na ziemi została uszkodzona, a jeden Wirraway zniszczony przez wybuch bomby. Jego dwuosobowa załoga pospiesznie opuściła samolot kilka sekund wcześniej i rzuciła się płasko na ziemię. Pilot, sierżant A. Rodburn, nie odniósł ran, ale obserwator, sierżant A.E. Cole, został trafiony odłamkiem w ramię. Chata, w której służyli kontrolerzy lotów, została bezpośrednio trafiona i trzech żołnierzy w środku zginęło.
Dowództwo Advanced Echelon (ADVON) generała majora Ennisa Whiteheada w Port Moresby nakazało stacjonującym tam trzem dywizjonom przyłączyć się do bitwy. Samoloty P-38 z 39 Dywizjonu Myśliwskiego starły się z tuzinem japońskich myśliwców nad Wau, zestrzeliwując jednego. Kilka minut później 9 Dywizjon Myśliwski – który dopiero niedawno przezbroił się na P-38 – zestrzelił inny japoński myśliwiec, podczas gdy P-40 z 41 Dywizjonu zaskoczyły sześć japońskich myśliwców, zestrzeliwując trzy. W sumie alianccy lotnicy twierdzili, że zestrzelili 23 japońskie myśliwce i bombowiec. Australijscy artylerzyści ze 156. lekkiej baterii przeciwlotniczej strącili kolejny bombowiec i dwa myśliwce. Za udział w bitwie 374 Grupa Transportu Piechoty otrzymała Presidential Unit Citation.

## Następstwa
Od momentu powstania w maju 1942 roku do zakończenia walki 15 lutego 1943 roku Kanga Force straciła 30 oficerów i 319 żołnierzy, w tym 4 oficerów i 48 żołnierzy z 2/6. batalionu piechoty. Australijczycy naliczyli 753 zabitych Japończyków. Dodanie 361 zaginionych na „Nichiryu Maru” i licznych, zestrzelonych lotników pozwala oszacować łączną liczbę zabitych w bitwie Japończyków na około 1200.
New Guinea Force chciała ścigać Japończyków, lecz trudności logistyczne jej to uniemożliwiły. Tymczasem Japończycy przygotowywali się do kolejnej próby zdobycia Wau. Tym razem plan zakładał podejście od północy, wybijając drogę z Markham Point do doliny Snake River. Stamtąd natarcie skierowałoby się w dół doliny do Wau. 51 Dywizja Piechoty została przeznaczona do tej misji, ale poniosła ciężkie straty w drodze na Nową Gwineę w bitwie na Morzu Bismarcka. Wywarło to na japońskim dowództwie wrażenie dużego niebezpieczeństwa ze strony alianckich sił powietrznych. W związku z tym opracowano nowy plan, zgodnie z którym miała zostać ustanowiona naziemna linia komunikacyjna biegnąca w dół dolin Ramu i Markham. W czerwcu Adachi otrzymał rozkaz przygotowania się do zdobycia Wau. Budowa drogi była prowadzona z wielkimi trudnościami dla zaangażowanych w nią żołnierzy, ale była nadal niekompletna, gdy lądowanie aliantów w Nadzab i Lae spowodowało zawieszenie tych prac. Dla aliantów Wau stało się ważnym punktem wyjścia dla nadchodzącej kampanii Salamaua–Lae.